# The Godwinns
The Godwinns foram uma equipe de wrestling profissional composta por Dennis Knight (Phineas I. Godwinn) e Mark Canterbury (Henry O. Godwinn), e atuaram na World Wrestling Federation (WWF). Antes de ingressarem na WWF, a dupla utilizou outros personagens em diferentes promoções e, já na própria WWF, passaram por uma mudança de gimmick pouco antes de se separarem. Seu personagem original na empresa era o de dois primos fazendeiros de porcos do Arkansas.

## História
Os dois lutadores que mais tarde seriam conhecidos como os Godwinns começaram a formar dupla na United States Wrestling Association (USWA) em 1991, sob os nomes de Tex Sallinger (Phineas) e Master Blaster (Henry). Master Blaster usava uma máscara, enquanto Sallinger não. Devido à estatura dos dois e aos trajes semelhantes aos de outra dupla, alguns fãs acreditavam erroneamente que Sallinger e Blaster eram os "Texas Hangmen" sob um novo personagem, já que os Hangmen haviam deixado recentemente a USWA. A dupla teve como principal rivalidade Jeff Jarrett e Robert Fuller, como parte da rivalidade “Texas/Tennessee”. Após conquistarem pouca notoriedade na USWA, os dois foram contratados pela World Championship Wrestling (WCW) em 1992.

### Tex and Shanghai
A dupla foi renomeada como "Tex Slazenger" e "Shanghai Pierce", com Pierce permanecendo mascarado, e estrearam em novembro de 1992. Sua estreia passou quase despercebida, sendo vistos, no máximo, como uma equipe de mid-card usada para valorizar duplas de maior destaque. Eles tiveram uma "mini-rivalidade" com Kent e Keith Cole, conhecidos como os Cole Twins. Tex e Shanghai apareciam principalmente nos programas secundários da WCW, como WorldWide e WCW Saturday Night. Curiosamente, Tex Slazenger acabou ganhando um pequeno culto de fãs nas gravações do Saturday Night, com o público frequentemente o incentivando durante suas lutas. Em um desses episódios, o comentarista Jesse Ventura apelidou a dupla de "The Texicans", embora esse nome nunca tenha se tornado oficial.
Tex e Shanghai apareceram em poucos pay-per-views da WCW e perderam em todas as ocasiões em que estiveram em destaque, exceto uma: o Battlebowl 1993. Eles foram colocados em lados opostos durante uma luta de duplas do tipo “Lethal Lottery”, o que garantia que pelo menos um deles venceria uma luta em PPV. Rick Rude e Shanghai Pierce venceram, mas Shanghai foi rapidamente eliminado na batalha real que se seguiu.
Durante o tempo na WCW, ajudaram a promover futuras duplas campeãs como 2 Cold Scorpio e Marcus Alexander Bagwell, além de Cactus Jack e Maxx Payne. Em 1994, Shanghai Pierce teve sua máscara removida durante uma luta contra Johnny B. Badd e, a partir daí, passou a lutar sem máscara. Pouco depois do verão de 1994, a dupla deixou a WCW. Shanghai assinou com a WWF, enquanto Tex teve uma breve passagem pelo circuito independente, incluindo um retorno à USWA.

### The Godwinns

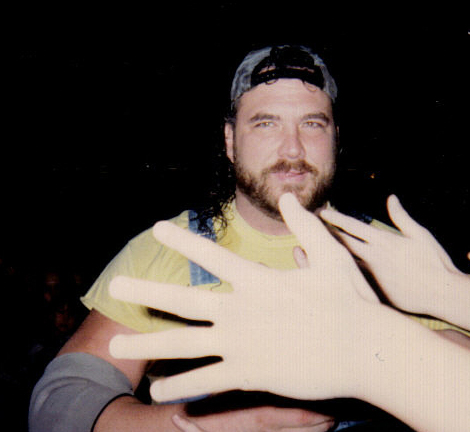
Mark Canterbury como Henry O. Godwinn em 1995

Canterbury ingressou na WWF no final de 1994, sendo repaginado com a gimmick de "fazendeiro de porcos" e renomeado como "Henry O. Godwinn". Inicialmente, trabalhou como heel sob a gerência de Ted DiBiase na Million Dollar Corporation, mas depois virou face após ser expulso do grupo.
No início de 1996, Dennis Knight foi contratado pela WWF e se tornou "Phineas I. Godwinn", inicialmente apresentado como primo de Henry, mas mais tarde retratado como seu irmão. A dupla, gerenciada por Hillbilly Jim, estreou pouco antes do torneio para coroar novos campeões de duplas, após Billy Gunn sofrer uma lesão no pescoço. Os Godwinns chegaram à final na WrestleMania XII, onde perderam para os Bodydonnas. A rivalidade com os Bodydonnas se estendeu por vários meses, não apenas pelos títulos, mas também devido ao fato de Phineas ter se apaixonado por Sunny, gerente dos Bodydonnas — algo que inicialmente atrapalhou a dupla.
Os Godwinns finalmente se vingaram ao conquistar os títulos em maio de 1996. Sunny também se juntou a eles nesse momento, embora apenas para se aproveitar de Phineas e manter-se próxima dos cinturões. No In Your House 8: Beware of Dog, os Godwinns perderam os títulos para os Smokin' Gunns, e Sunny os abandonou, passando a acompanhar Billy Gunn. Os Godwinns continuaram a rivalidade com os Gunns durante o verão, mas não recuperaram os títulos. Pelo restante de 1996, permaneceram como uma equipe sólida de mid-card.
Em abril de 1997, Henry sofreu uma fratura na vértebra C7 após uma execução malfeita do Doomsday Device pela Legion of Doom.
Apesar de os médicos recomendarem ao menos 15 semanas de afastamento, Henry retornou em menos de 8 semanas, agora com uma postura mais sombria e agressiva. A equipe gradualmente se tornou heel, abandonando a gimmick cômica dos fazendeiros de porcos para adotar a de caipiras amargurados que buscavam vingança. Romperam com Hillbilly Jim e, por um breve período, ficaram sem gerente, até se aliarem ao personagem Uncle Cletus, com quem começaram a atacar adversários com seus baldes de lavagem. Essa virada culminou na conquista de mais um reinado como campeões de duplas em 5 de outubro de 1997 no Badd Blood. No entanto, o reinado durou apenas dois dias, quando perderam os títulos para a Legion of Doom em uma luta de aposentadoria, devido a uma interferência mal calculada de Uncle Cletus. Frustrados, os Godwinns atacaram brutalmente Cletus, que nunca mais apareceu na WWF após o incidente.

### Southern Justice
Após o fim da rivalidade com a Legion of Doom, eles entraram em uma breve rivalidade com os Quebecers, que estavam retornando, mas que não conseguiu gerar interesse do público. A equipe começou a perder relevância novamente, sem uma direção clara. Como resultado, os dois foram repaginados, abandonando o personagem de caipiras e os nomes falsos. No episódio de 1º de junho de 1998 do Raw, os dois adotaram uma nova gimmick de “mercenários do sul”, vestindo ternos elegantes e óculos escuros, e usando pela primeira vez seus nomes reais: Mark Canterbury e Dennis Knight, como aliados de Jeff Jarrett. A equipe foi renomeada como "Southern Justice" e passou a apoiar Jeff Jarrett em sua rivalidade com a D-Generation X. Eles chegaram a enfrentar a D-X no pay-per-view Breakdown: In Your House, onde perderam para Billy Gunn, Road Dogg e X-Pac.
Pouco depois do pay-per-view, Canterbury sofreu uma hérnia na vértebra C7 e um nervo espinhal comprimido; isso exigiu uma cirurgia de fusão espinhal, resultado do fato de Canterbury ter voltado aos ringues antes do tempo recomendado. Após a lesão no pescoço e a cirurgia, Canterbury deixou a WWF e se aposentou do wrestling profissional. Dennis Knight permaneceu na empresa até janeiro de 2001, sendo repaginado como “Mideon” e, mais tarde, como “Naked Mideon”.

### Deep South Wrestling
Em setembro de 2006, Canterbury lutou em várias lutas de teste com a World Wrestling Entertainment. Em 15 de setembro de 2006, a WWE anunciou que ele havia assinado um contrato. Ele estreou na Deep South Wrestling em 30 de novembro, como parceiro de dupla de Ray Gordy. Eles também lutaram em uma luta preliminar antes de um episódio do WWE SmackDown por volta desse período. No entanto, a gimmick nunca chegou a se concretizar no elenco principal. Gordy era conhecido como Cousin Ray, já que a dupla utilizava a gimmick de "criadores de porcos"; posteriormente, Gordy foi transferido para a marca SmackDown sob o nome de ringue "Jesse".

### Reunião (2011–2012)
Ambos os lutadores saíram da aposentadoria em 2011 para lutar pela Great Lakes Championship Wrestling, em Wisconsin. Com a gimmick dos Texas Hangmen, eles perderam para a Demolition em 3 de dezembro. Um ano depois, perderam para eles novamente.
Em 22 de novembro de 2020, eles fizeram uma aparição no Survivor Series durante a cerimônia de aposentadoria do The Undertaker.

## Títulos e prêmios
- World Wrestling Federation
  - WWF Tag Team Championship (2 vezes)
- Wrestling Observer Newsletter awards
  - Pior dupla do ano (1996, 1997)